# 서울국제프라이드영화제
서울국제프라이드영화제(Seoul International Pride Film Festival, SIPFF)는 매년 가을 서울에서 개최하는 LGBT 영화제이다.
레즈비언(Lesbian), 게이(Gay), 양성애자(Bisexual), 트랜스젠더(Transgender)등 다양한 성적지향/성정체성을 지닌 성소수자와 성소수자의 인권을 지지, 응원하는 비성소수자들이 함께 하는 영화 축제이다.
우리나라에서 가장 큰 규모를 자랑하는 성소수자 국제영화제로서 매해 작품성과 완성도가 높은 양질의 국내외 퀴어영화를 상영하며 시민들이 세계 각국의 다채로운 성소수자의 삶과 이야기를 만나 그들의 존재와 인권을 인식하며 긍정할 수 있도록 한다. 이처럼 성소수자와 비성소수자가 함께 영화를 즐기고 나누고 대화하는 경험은 한국사회의 문화 다양성 확대에 기여하고 있다.

## 역사
서울프라이드영화제는 쉽게 접하기 어려운 퀴어 영화를 전문적으로 상영함으로써, 성소수자의 존재와 인권을 영화를 통해 인식할 수 있는 기회를 제공하고자 시작되었다.
2017년 제작지원작 <프리버드>, <두 밤>, <셔틀런>은 2017 서울프라이드영화제의 폐막작으로 상영되었다.

2022년 프라이드 필름 프로젝트 선정작 <밤낮없이>, <다큐 게이다>
| 연도   | 회차 | 개막일    | 개막작               | 폐막일    | 폐막작                         | 상영작품     |
| ------ | ---- | --------- | -------------------- | --------- | ------------------------------ | ------------ |
| 2011년 | 1    | 6월 2일   | 창피해               | 6월 8일   | 마린 스토리                    | 11개국 23편  |
| 2012년 | 2    | 5월 24일  | 라잇 온 미           | 5월 30일  | 왕자가 된 소녀들               | 10개국 21편  |
| 2013년 | 3    | 6월 6일   | 아웃 인 더 다크      | 6월 16일  | 섹스 오브 더 엔젤              | 13개국 31편  |
| 2014년 | 4    | 6월 4일   | 호수의 이방인        | 6월 10일  | 비올렛                         | 13개국 34편  |
| 2015년 | 5    | 10월 30일 | 프라이드             | 11월 5일  | 프리헬드                       | 25개국 35편  |
| 2016년 | 6    | 10월 20일 | 스테잉 버티컬        | 10월 26일 | 제작지원작                     | 26개국 64편  |
| 2017년 | 7    | 11월 2일  | 120 BPM              | 11월 8일  | 제작지원작                     | 30개국 70편  |
| 2018년 | 8    | 11월 1일  | 계절과 계절 사이     | 11월 7일  | 단편쇼케이스                   | 31개국 78편  |
| 2019년 | 9    | 11월 7일  | 타오르는 여인의 초상 | 11월 13일 | 고잉 마이 홈, 아이스, 키스키스 | 33개국 100편 |
| 2020년 | 10   | 11월 5일  | 썸머 85              | 11월 11일 | 메이드 인 루프탑               | 42개국 105편 |
| 2021년 | 11   | 11월 4일  | 안녕, 내일 또 만나   | 11월 10일 | 티탄                           | 31개국 124편 |
| 2022년 | 12   | 11월 3일  | 공작새               | 11월 9일  | 클로즈                         | 39개국 133편 |

## 조직 구성
집행위원장 김조광수(영화사 청년필름 대표)
집행위원 김태용(영화감독), 심우찬(패션칼럼니스트), 백은하(영화전문기자), 홍석천(배우/방송인), 하리수(가수/배우), 이영진(배우/모델), 임보라(섬돌향린교회 목사), 심상정(국회의원)
자문위원  김영덕(부천국제판타스틱영화제 프로그래머), 김영우(전 DMZ국제다큐영화제 프로그래머), 희망법(공인변호사모임 희망을 만드는 법)

## 프로그램

### 핫핑크 섹션
핫 핑크 섹션(Hot Pink Section)은 당해의 주목할 만한 이슈와 서울프라이드영화제가 관객들에게 전달하고자 하는 슬로건을 담고 있는 영화들을 소개하는 가장 핵심적인 섹션이다. 2011년에는 '군대 내 성소수자 인권', 2012년에는 '가족 간 갈등과 화합', 2013년에는 '편견과 차별에 맞서는 저항과 연대', 2014년에는 '혐오보다 강한 사랑', 2015년에는 '결혼평등과 파트너쉽', 2016년에는 '동성부부를 포함한 다양한 가족 형태와 사회제도'가 당해의 슬로건으로 선정되었다. 2017년에는 영국문화원과 함께 '연대는 희망이다'를 캐치프레이즈로 삼아, 군형법상 추행죄(92조의 6)으로 논쟁 중인 한국의 현재와 동성애처벌법 폐지 50주년을 맞은 영국의 과거를 비교하며 성찰할 수 있는 '영국 퀴어영화 특별전'을 진행했다. 2018년에는 세계보건기구(WHO)가 국제질병분류에서 트랜스젠더의 정체성을 비(非)병리화한 것을 기념하여 트랜스젠터 영화 16편을 상영했다.

### 스페셜 프라이드 섹션
스페셜 프라이드 섹션(Special PRIDE Section)은 감독, 배우, 국가, 시대, 주제 등에 따라 분류한 퀴어 영화들을 특별전 및 회고전의 형식으로 소개하는 섹션으로서, 서울프라이드영화제의 영화적 정체성과 성격을 가장 명확히 드러내는 프로그램이다. 2011년에는 구스 반 산트의 <밀크>, 자비에 돌란의 <하트비트> 외 3편, 2012년에는 페드로 알모도바르의 <내가 사는 피부>, 톰 티크베어의 <쓰리> 외 3편을 상영하였고, 2013년에는 장국영 특별전을 통해 <아비정전>, <천녀유혼> 등을 소개했다. 2014년에는 한국게이인권운동단체 '친구사이' 20주년 기념 특별전을 열어 '친구사이'가 제작에 참여한 퀴어 영화들인 <종로의 기적>, <두 번의 결혼식과 한 번의 장례식> 등을 선보였으며, 2016년에는 '성과 금기'를 주제로 피에르 파올로 파졸리니의 <살로 소돔의 120일>, 라스 폰 트리에의 <님포매니악 감독판>, 알랭 기로디의 <호수의 이방인> 등의 작품들을 상영했다. 2017년에는 프랑스 퀴어 영화의 새로운 흐름을 파악할 수 있는 프랑스 퀴어 영화 특별전을 기획하여, <이스턴 보이즈>, <톰보이>, <타임 투 리브>등을 상영했다. 2018년에는 여성 퀴어와 여성들의 연대를 주제로 1970년대부터 현재까지의 여성영화를 상영했다. 우리나라 최초 레즈비언 영화로 받아들여지는 <금욕>부터 <사방지>, <여고괴담 두 번째 이야기>, <미쓰 홍당무>, <도희야>를 상영했다.

### 코리아 프라이드 섹션
코리아 프라이드 섹션(Korea PRIDE Section)은 90년대부터 본격적으로 등장하기 시작한 한국 퀴어 영화의 역사를 조망하는 동시에, 새롭게 제작된 퀴어 영화를 집중적으로 발굴하고 소개하는 섹션이다. 국내 퀴어 영화의 육성과 지원을 위해 2016년 신설되었다.

### 아시아 프라이드 섹션
아시아 프라이드 섹션(Asia PRIDE Section)은 한국과 가까운 문화적 환경과 역사를 지닌 아시아 국가들의 퀴어 영화를 선보임으로써, 아시아와 한국 퀴어 영화의 현주소를 확인해볼 수 있는 섹션이다. 2015년 발족된 아시아-태평양 프라이드 영화제 연맹의 소속 영화제 프로그래머들이 선정한 각 국가별 추천작 또한 아시아 프라이드 섹션에서 상영된다.

### 월드 프라이드 섹션
월드 프라이드 섹션(World PRIDE Section)은 비아시아권 퀴어 영화를 통해 동시대를 살아가는 다양한 국가들의 시각을 공유하고, 전세계 퀴어 영화의 흐름을 파악할 수 있는 섹션이다. 주요 국제 영화제의 수상작 및 초청작 등 작품성과 화제성을 두루 지닌 작품들이 상영된다.

### 오픈 프라이드 섹션
오픈 프라이드 섹션(Open PRIDE Section)은 성소수자 외 다른 사회적 약자에 대한 이야기를 담은 영화를 선보여 연대의 가치를 실현하고 메시지를 전달하고자 하는 취지로 2018년에 신설되었다. 2018년에는 대체복무제 마련을 요구한 헌법재판소 결정을 계기로, 국제앰네스티와 연대해 양심적 병역거부를 소재로 한 영화 등을 상영했다.

## 시상

### 핑크머니상
핑크머니상은 관객들로부터 가장 많은 표를 얻은 국내상영작에 시상하는 국내관객상으로서, 영화제 기간 동안 관객들이 직접 모금한 총액을 상금으로 수여한다.

### 왓챠-프라이드상
왓챠-프라이드상은 해외상영작 중 최우수 퀴어 영화를 선정하는 해외관객상으로서, 영화전문추천서비스 왓챠가 상금 100만원을 수여한다.

## 제작지원제도

### 프라이드 필름 프로젝트
서울프라이드영화제의 제작지원제도인 프라이드 필름 프로젝트(Pride Film Project)는 퀴어 영화 제작이 어려운 국내 영화 제작 여건을 개선하여 다양한 퀴어 영화들이 제작 및 상영될 수 있는 환경을 조성하기 위해 2013년부터 시작된 프로그램이다. 퀴어 영화의 콘텐츠 발굴 및 투자 가능성을 높이며, 작품성과 참신함을 겸비한 작품 제작을 위해 제작 단계 전반에 대한 다층적 지원을 제공한다. 지원을 받아 완성된 퀴어 영화는 서울프라이드영화제를 통해 공식적으로 소개된다.
2014년 제작지원작 <소월길>은 서울독립영화제, 팜스프링스 국제단편영화제 등의 국내외 영화제에서 상영되었으며, Face à Face 게이&레즈비언 영화제에서 관객상을 수상하였다.
2015년 제작지원작 <형이 돌아왔다>와 2016년 제작지원작 <새벽은 짧다>, <질투는 나의 손님>, <못난이들>, <여왕의 집>, <모모>는 2016 서울프라이드영화제의 폐막작으로 상영되었으며, 이 중 <모모>는 토론토국제프라이드영화제(InsideOut 2017)에 초청되었다.
2017년 제작지원작 <프리버드>, <두 밤>, <셔틀런>은 2017 서울프라이드영화제의 폐막작으로 상영되었다.

## 관련 행사

### 서울프라이드영화제 지역순회상영회
서울프라이드영화제 지역순회상영회는 서울에 비해 상대적으로 퀴어 영화 향유의 기회가 부족한 지역에 거주하는 시민들의 문화 수요를 충족하기 위해 2011년도부터 시작되었다.
지역순회상영회는 퀴어 영화 상영을 통해 다양한 성소수자의 존재와 삶을 드러내고 문화적 다양성을 확대하고자 하는 서울프라이드영화제의 존재 목적을 함께 공유하며, 장기적으로 각각의 지역이 국내 퀴어 영화 발전의 새로운 거점으로 발돋움할 수 있도록 그 기반을 마련하는 데 목표를 두고 있다.
| 개최연도 | 상영일         | 장소                                                                                             | 행사명                                 |
| -------- | -------------- | ------------------------------------------------------------------------------------------------ | -------------------------------------- |
| 2011년   | 11.12 ~ 12.11  | 대구 동성아트홀, 부산국도예술관, KU시네마테크                                                    | 2011 서울프라이드영화제 지역순회상영회 |
| 2012년   | 11.03 ~ 12.02  | 강릉독립예술극장신영, 대구경북시네마테크, 서울인디스페이스, 전주디지털독립예술관, 부산국도예술관 | 2012 서울프라이드영화제 지역순회상영회 |
| 2013년   | 10.19 ~ 11.17  | 강릉독립예술극장신영, 대구경북시네마테크, 서울아트나인, 전주디지털독립예술관, 부산국도예술관     | 2013 서울프라이드영화제 지역순회상영회 |
| 2014년   | 10.18 ~ 11.16  | 강릉독립예술극장신영, 청주오딧세이, 서울KU시네마테크, 전주디지털독립예술관, 부산국도예술관       | 2014 서울프라이드영화제 지역순회상영회 |
| 2015년   | 11.07 ~ 11.29  | 대구오오극장, 서울KU시네마테크, 전주디지털독립예술관, 부산국도예술관                             | 2015 서울프라이드영화제 지역순회상영회 |
| 2016년   | 11.12. ~ 12.04 | 강릉독립예술극장신영, 대구오오극장, 전주디지털독립예술관, 부산국도예술관                         | 2016 서울프라이드영화제 지역순회상영회 |
| 2017년   | 11.18. ~ 12.08 | 전주디지털독립영화관, 대전아트시네마, 강릉독립예술극장신영, 부산국도예술관                       | 2017 서울프라이드영화제 지역순회상영회 |

### 썸머프라이드시네마
썸머프라이드시네마는 독립영화전용관 인디스페이스와의 공동주최로 2017년부터 시작된 기획전이다. '썸머프라이드시네마2017'에서는 군형법 제92조의 6을 근거로 행해지는 국가의 동성애 처벌, 그리고 혐오가 일상인 현실 속에서 동시대 성소수자의 사랑과 일상을 그린 단편영화 14편을 총 세 개의 섹션으로 나누어 상영했다. '썸머프라이드시네마2018'은 스크린에서 보기 힘든 여성, 그리고 더욱 더 비주류인 레즈비언에 주목하여 여성이 주인공인 영화, 그 중에서도 레즈비언 영화 혹은 레즈비언 영화로 해석될 수 있는 작품을 선정하여 상영했다. 약 20년 간격으로 제작된 <금욕>, <여고괴담 두 번째 이야기>, <경성학교: 사라진 소녀들>을 통해 여성을 바라보는 영화적 시각이나 시대상, 영화 산업이 어떻게 변화되고 있는지를 볼 수 있는 기회를 마련하고자 했으며 동시대 제작된 단편 영화를 통해 레즈비언들의 삶과 사랑, 여성들간의 우정과 애정의 다양한 얼굴을 보여주고자 했다.

## 관련 조직

### 아시아-태평양 프라이드 영화제 연맹
아시아-태평양 프라이드 영화제 연맹(Asia Pacific Queer Film Festival Alliance)은 아시아-태평양 지역의 성소수자 영화제 연대체이다. 성소수자 영화제의 틀을 굳건하게 확립하고 외연을 확장하는 데 필수적인 경제적, 문화적 기반을 마련하기 위해 2014년 10월 대만을 기점으로 시작되었으며, 13개국 17개 영화제가 소속되어 있다. 매년 각국의 성소수자 이슈와 현안을 공유하며, 공통 과제와 지향 목표를 설정하여 한 목소리를 내는 영화 운동으로서의 성격을 지닌다. 아시아 영화산업의 발전과 성소수자에 대한 제도 및 인식의 변화를 도모하고 있다. 소속 영화제로는 서울프라이드영화제, 대만국제퀴어영화제, 베이징퀴어영화제 등이 있다.